# Bengt-Ola Morgny
Bengt-Ola Morgny, född 3 november 1959 i Trollhättan, är en svensk tenor och operasångare.  Morgny var anställd vid Stora Teatern i Göteborg 1981-1983 och gjorde där sin rolldebut som Borsa i Rigoletto 1983.
Han är utbildad vid Göteborgsoperan och Teaterhögskolan 1983-1985, och deltog i sommarspelen vid Vadstena-Akademien 1983 och 1984, i produktionen av Svartsjukan rasar eller Opera Buffa. Operan direktsändes i STV 1984. Han fick stipendium 1985 vid Deutsche Oper Berlin, och hörde till ensemblen åren 1986-1993. Där sjöng han i huvudsak karaktärsroller som Don Basilio i Figaros bröllop, Pong i Turandot och Tanzmeister i Ariadne auf Naxos. 
Från 1993-1996 tillhörde han ensemblen vid Oper der Stadt Köln. Här framträdde han som polisvaktmästaren i Sjostakovitj opera Näsan. Andra roller var bland annat Häxan i Hans och Greta och Wenzel i Brudköpet.
Sedan 1996 hör han till ensemblen vid Det Kongelige Teater i Köpenhamn. Här fick han bland annat möjligheten att sjunga Brighella i Ariadne och Mime i Siegfried och Rhenguldet.
Gästspel förde honom till bland annat Drottningholmsteatern i Stockholm, där han framträdde som Dervish (Soliman II) 1989, Pedrillo i Enleveringen ur Seraljen 1990, samt Azor, i Skönheten och Odjuret 1993, vilken produktion framfördes vid Théâtre de Champselysée i Paris 1994. Vidare framträdde han vid Kungliga Operan som Brighella i Ariadne auf Naxos 1988, Perdillo i Enleveringen ur Seraljen 1992, samt Don Basilio i Figaros bröllop 2001.
Han har framträtt som tenorsolist och evangelist i flera oratorier bland annat vid Philharmonien, Berlin: Mattheus Passionen, Juloratoriet av Bach, Die Schöpfung av Haydn, Messias av Händel, Marienvesper av Monteverdi, samt ett flertal Bach- kantater och mässor av Mozart.

## Inspelningar

### CD
- Mörder, Hoffnung der Frauen av Hindemith
- Der Kreidekreis av Alexander von Zemlinsky
- Das Schloss av Reihmann
- The Handmaid's Tale av Poul Ruders
- Soliman II av Joseph Martin Kraus
- delar ur Siegfried av Wagner
- soloromanser tonsatta av Hugo Melin.

### DVD
- Enleveringen ur Seraljen Mozart
- Ringen Wagner från operan i Köpenhamn. (2008)